# Christian Mathenia
Christian Mathenia (Mainz, 31 maart 1992) is een Duits voetballer die als doelman speelt. In 2018 verliet hij Hamburger SV voor 1. FC Nürnberg.

## Clubcarrière
Mathenia werd geboren in Mainz. Hij speelde in de jeugd voor VfL Frei-Weinheim, Hassia Bingen en FSV Mainz 05. Hij speelde 51 competitiewedstrijden voor het tweede elftal van Mainz. In 2014 trok de doelman transfervrij naar SV Darmstadt 98. Op 3 augustus 2014 debuteerde hij in de 2. Bundesliga in de thuiswedstrijd tegen SV Sandhausen. Hij hield meteen een clean sheet bij zijn debuut. Mathenia was titularis bij SV Darmstadt 98 en hield er Patrick Platins op de bank. Twee seizoenen achtereen was hij eerste keuze onder de lat bij Darmstadt. In 2016 werd hij voor circa achthonderdduizend euro overgenomen door Hamburger SV. Bij de Noord-Duitsers ondertekende de doelman een verbintenis voor de duur van drie seizoenen. In Hamburg volgde hij de naar Werder Bremen verkassende Jaroslav Drobný als concurrent van René Adler.

## Clubstatistieken
| Seizoen | Club            | Competitie           | Competitie | Competitie | Beker | Beker | Internationaal | Internationaal | Totaal | Totaal |
| Seizoen | Club            | Competitie           | Wed.       | Dlp.       | Wed.  | Dlp.  | Wed.           | Dlp.           | Wed.   | Dlp.   |
| ------- | --------------- | -------------------- | ---------- | ---------- | ----- | ----- | -------------- | -------------- | ------ | ------ |
| 2011/12 | Mainz 05 II     | Regionalliga Südwest | 10         | 0          | 0     | 0     | —              | —              | 10     | 0      |
| 2012/13 | Mainz 05 II     | Regionalliga Südwest | 23         | 0          | 0     | 0     | —              | —              | 23     | 0      |
| 2013/14 | Mainz 05 II     | Regionalliga Südwest | 18         | 0          | 0     | 0     | —              | —              | 18     | 0      |
| 2014/15 | SV Darmstadt 98 | 2. Bundesliga        | 34         | 0          | 1     | 0     | —              | —              | 35     | 0      |
| 2015/16 | SV Darmstadt 98 | Bundesliga           | 33         | 0          | 3     | 0     | —              | —              | 36     | 0      |
| 2016/17 | Hamburger SV    | Bundesliga           | 0          | 0          | 0     | 0     | —              | —              | 0      | 0      |
| Totaal  | Totaal          | Totaal               | 118        | 0          | 4     | 0     | 0              | 0              | 122    | 0      |

Bijgewerkt op 24 juni 2016.